# Crossover Dreams
Crossover Dreams è un film del 1985 diretto da Leon Ichaso ed interpretato da Rubén Blades.

## Trama
Il film racconta la storia di Rudy Veloz, cantante di salsa. Gli inizi faticosi a cui seguirà il grande successo e l'inevitabile decadenza.